# Fiat 527
Fiat 527 – samochód osobowy produkowany przez włoski koncern motoryzacyjny Fiat w latach 1934–1936. Model 527 to sześciocylindrowa wersja Fiata 518 Ardita, znana także pod nazwą Ardita 2500. Nadwozie sedan o rozstawie osi 3170 mm. Samochód produkowany był we Włoszech. Powstało około 1000 egzemplarzy.

## Silniki
| Model  | Lata    | Silnik | Pojemność | Moc   | Układ zasilania   |
| ------ | ------- | ------ | --------- | ----- | ----------------- |
| 2500   | 1934-36 | R6 SV  | 2516 cm³  | 52 hp | pojedynczy gaźnik |
| 2500 S | 1934-36 | R6 SV  | 2516 cm³  | 60 hp | pojedynczy gaźnik |

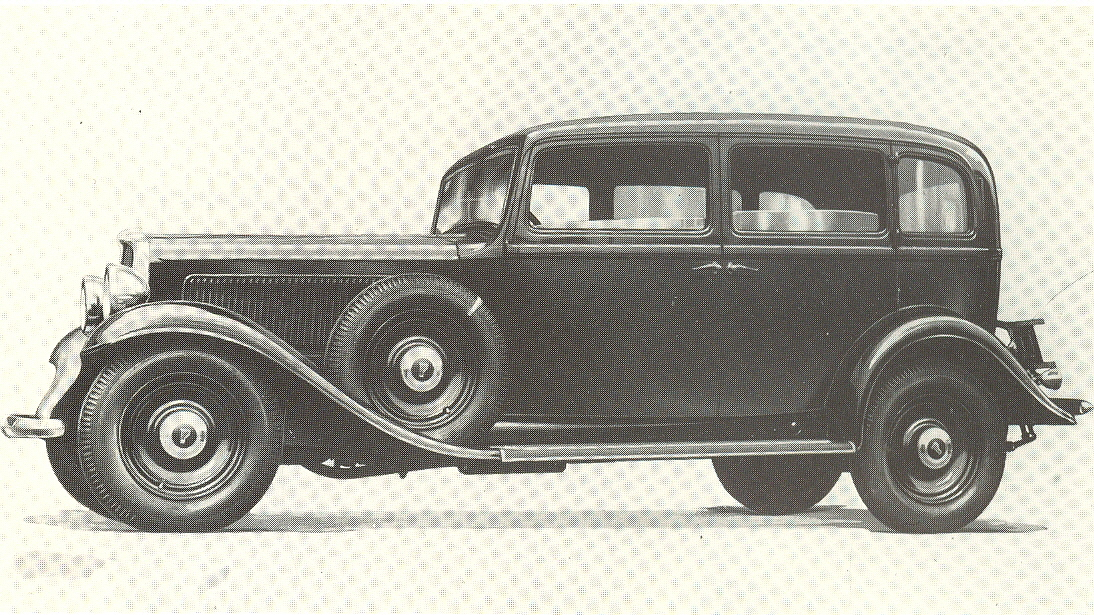
Fiat 527 Sedan 1934